# Schafhof (Presseck)
Schafhof ist ein Gemeindeteil des Marktes Presseck im Landkreis Kulmbach (Oberfranken, Bayern). Schafhof liegt in der Gemarkung Wartenfels.

## Geografie
Die Einöde liegt an der Kreisstraße KU 24, die nach Altenreuth (1,5 km nördlich) bzw. nach Wartenfels (1 km südlich) führt. Ein Anliegerweg führt an Schafhaus vorbei nach Oberehesberg (1,5 km nordwestlich).

## Geschichte
Schafhof gehörte zur Realgemeinde Wartenfels. Gegen Ende des 18. Jahrhunderts bestand Schafhof aus einem Anwesen. Das Hochgericht übte das bambergische Centamt Wartenfels aus. Das Amt Wartenfels war Grundherr des großen Schafhauses.
Mit dem Gemeindeedikt wurde Schafhof dem 1808 gebildeten Steuerdistrikt Wartenfels und der im selben Jahr gebildeten Ruralgemeinde Wartenfels zugewiesen. Am 1. Mai 1978 wurde Schafhof im Rahmen der Gebietsreform in die Gemeinde Presseck eingegliedert.

### Einwohnerentwicklung
| Jahr      | 001818 | 001819 | 001861 | 001871 | 001885 | 001900 | 001925 | 001950 | 001961 | 001970 | 001987 |
| Einwohner |        | 10 *   | 15 *   | 18 *   | 18 *   | 9      | 7      | 13     | 3      | 5      | 5      |
| Häuser    | 2 *    |        |        |        | 2 *    | 1      | 1      | 1      | 1      |        | 1      |
| Quelle    | [ 6 ]  | [ 9 ]  | [ 10 ] | [ 11 ] | [ 12 ] | [ 13 ] | [ 14 ] | [ 15 ] | [ 16 ] | [ 17 ] | [ 1 ]  |

## Religion
Schafhof ist katholisch geprägt und nach St. Bartholomäus (Wartenfels) gepfarrt.